# 30 Pułk Piechoty (austro-węgierski)

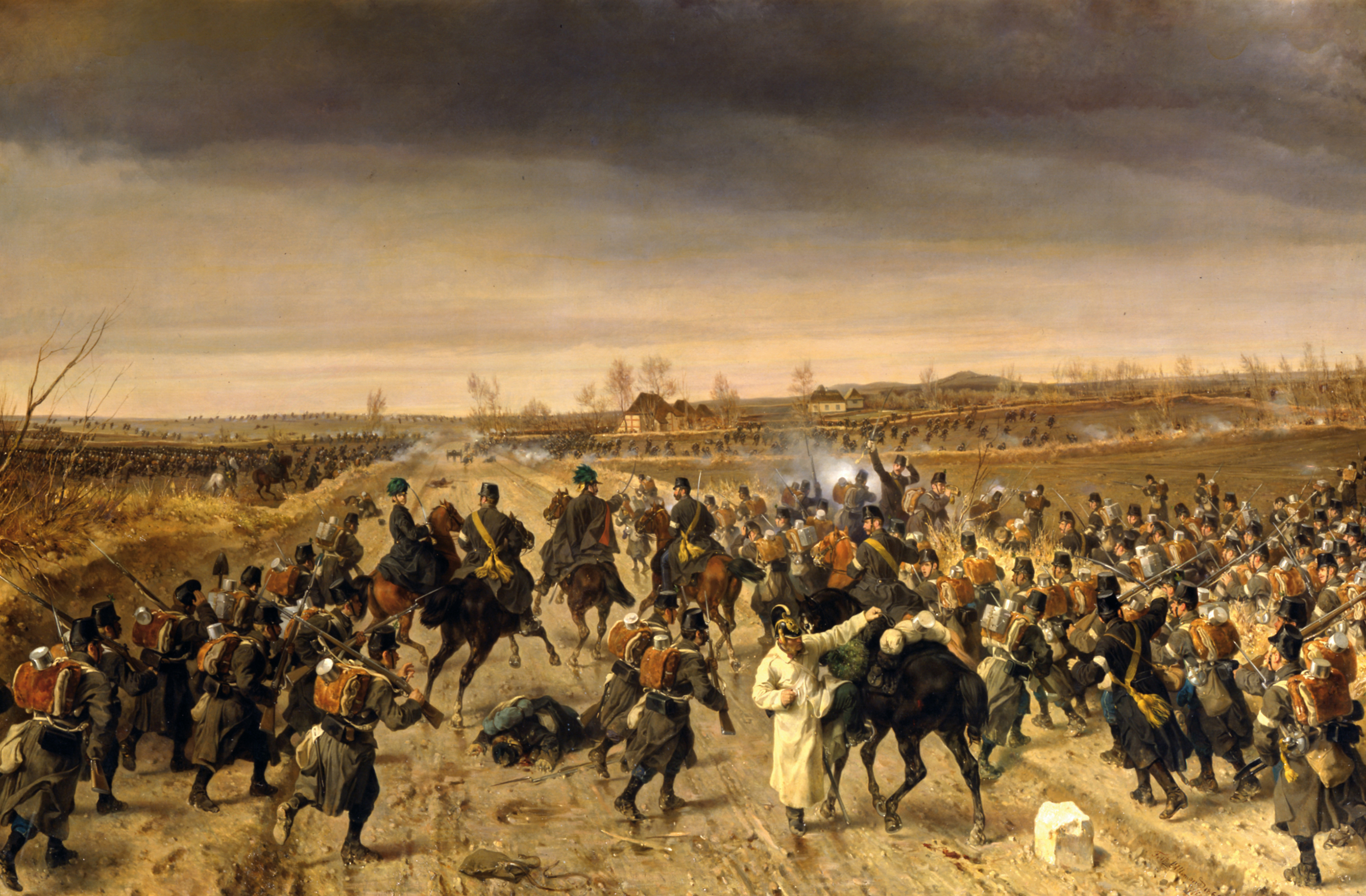
Bitwa pod Oberselk. Obraz olejny na płótnie autorstwa Fritza Allemand

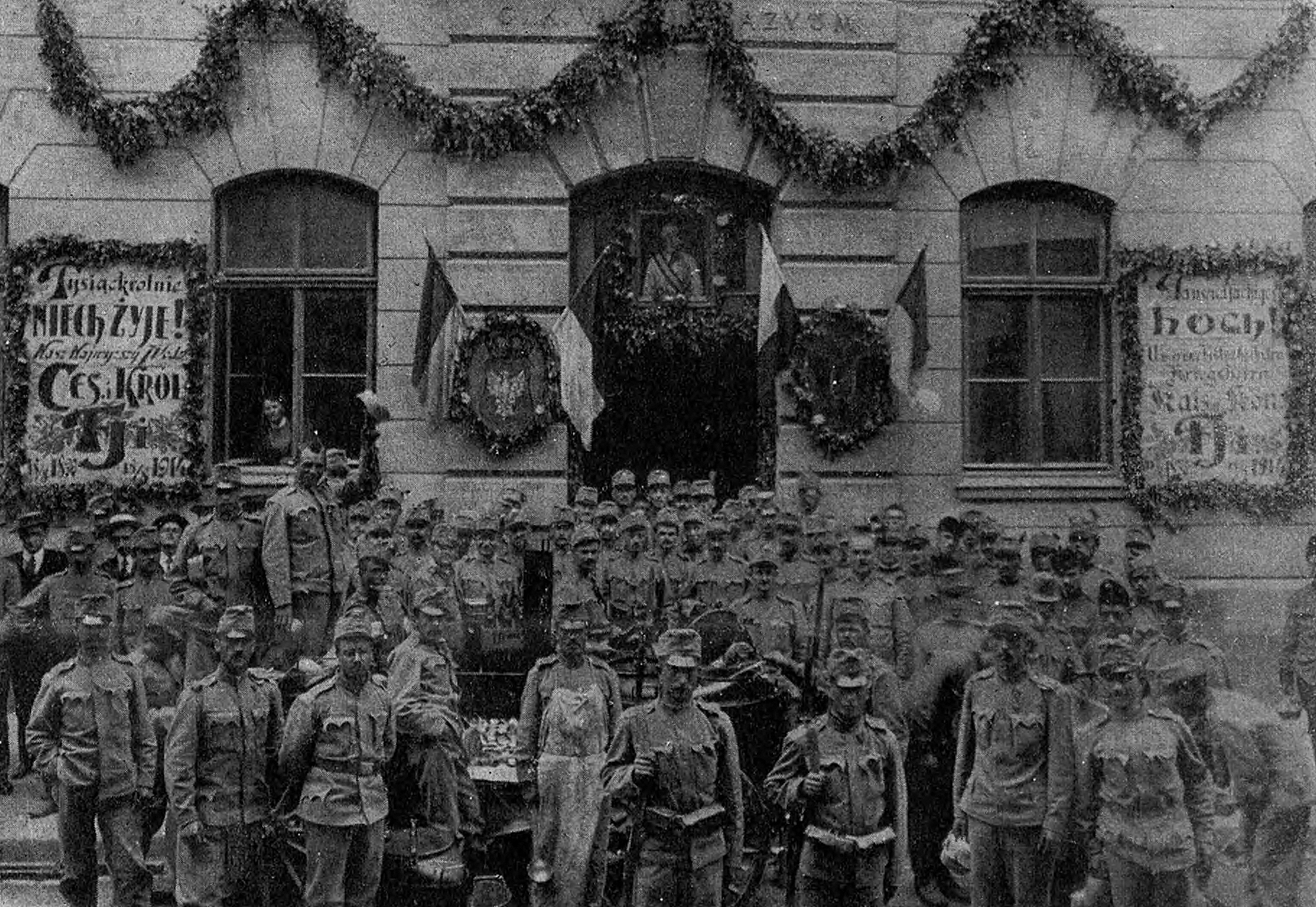
Żołnierze 30 p.p. przed gmachem C. K. VII Gimnazjum we Lwowie w sierpniu 1914

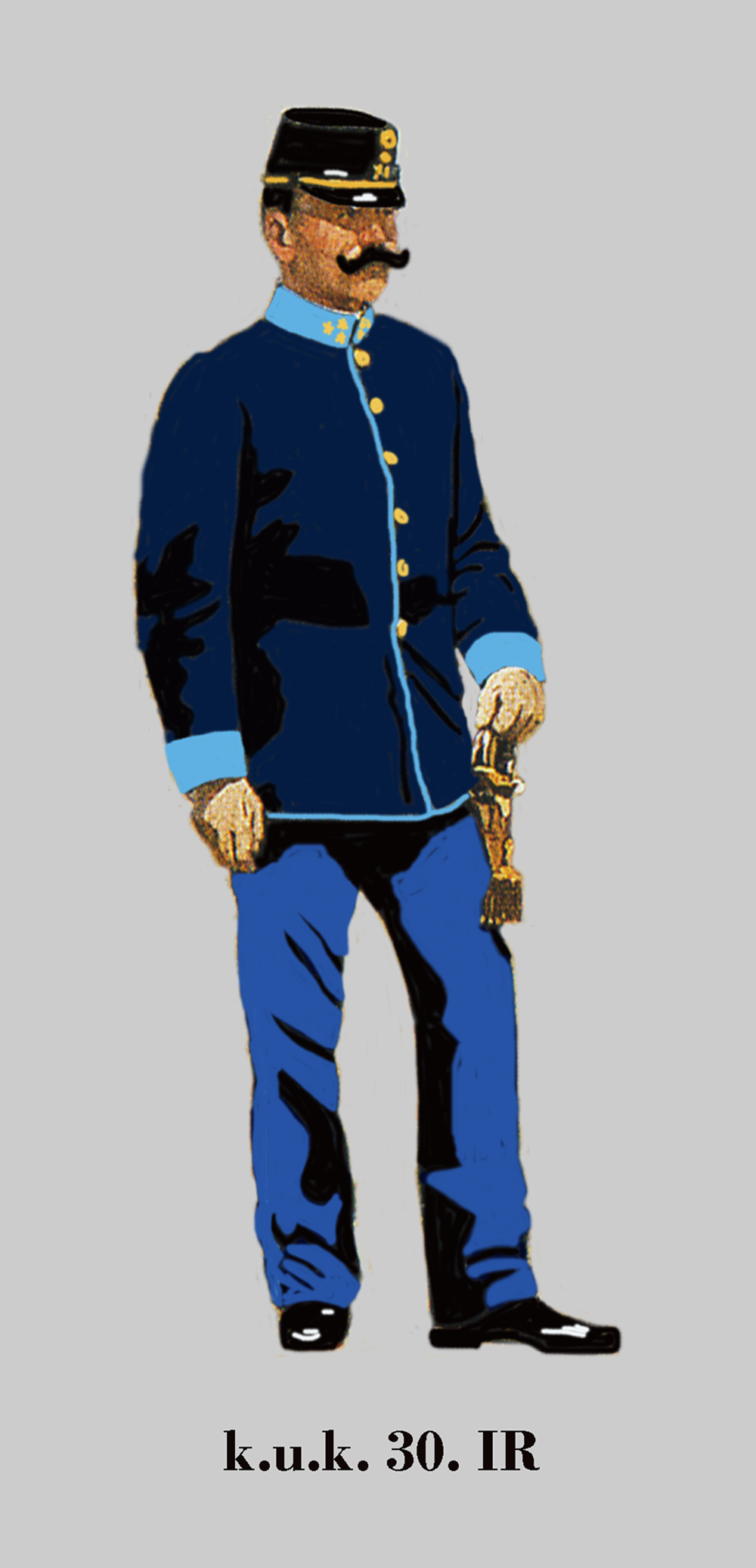
Kapitan IR. 30 w mundurze służbowym

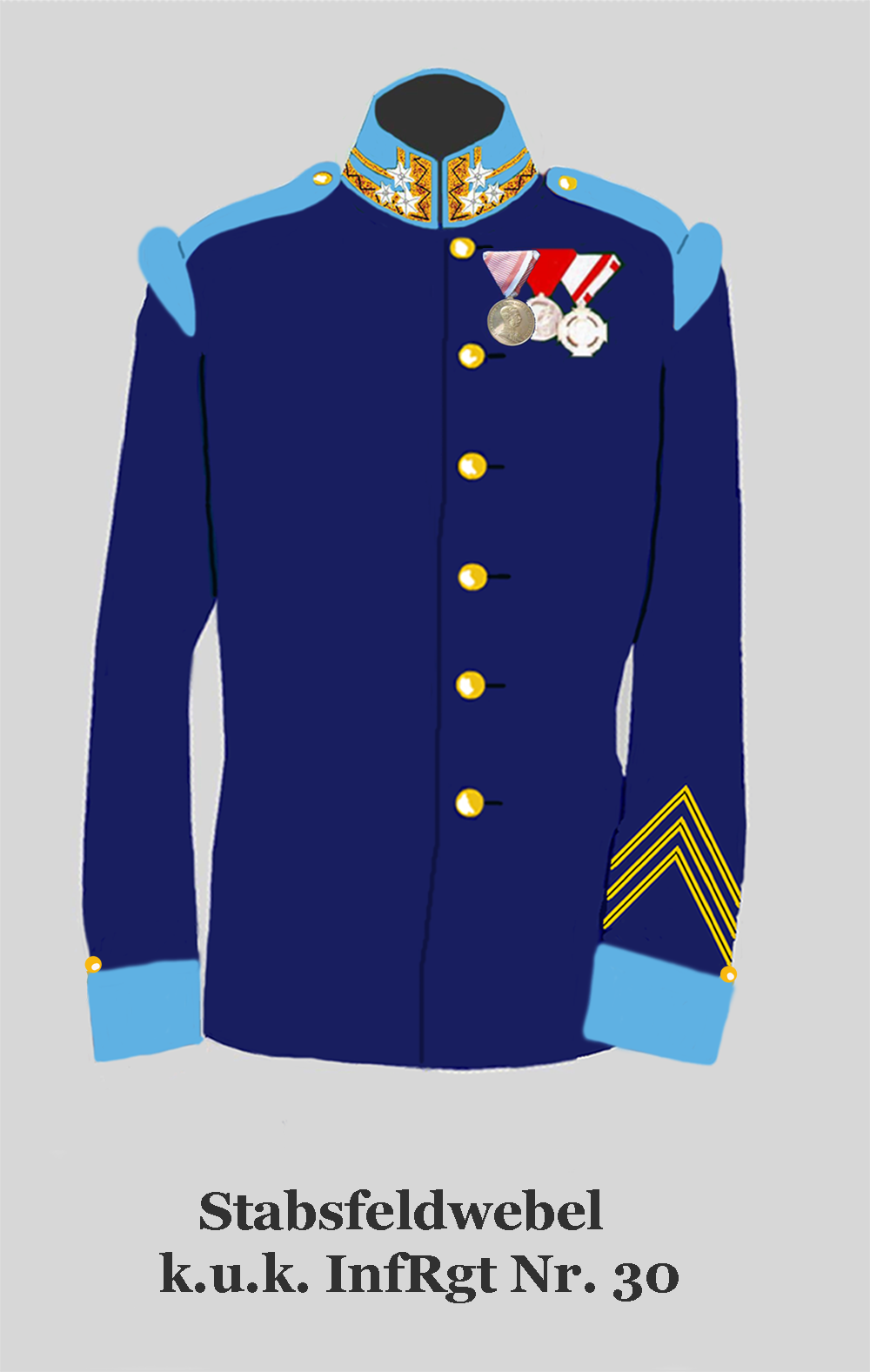
Kurtka munduru feldfebla IR. 30

Galicyjski Pułk Piechoty Nr 30 (IR. 30) – pułk piechoty cesarskiej i królewskiej Armii, a wcześniej Cesarstwa Austrii.

## Historia pułku
Pułk kontynuował tradycje pułku utworzonego w 1725 roku. 
Podczas wojny polsko-austriackiej w 1809 wchodził w skład Brygady Piechoty Karla Civalarta w Dywizji Piechoty Ludwiga Ferdinanda von Mondeta. Posiadał 3 bataliony a jego dowódcą był Carl Fürst de Ligne.
W 1808 roku sztab pułku stacjonował we Lwowie, a w 1810 roku w Samborze. W następnym roku sztab został przeniesiony do Stanisławowa.
W 1873 roku dowództwo pułku, komenda uzupełnień oraz batalion zapasowy stacjonowały we Lwowie. W latach 1903–1914 dowództwo pułku oraz wszystkie bataliony stacjonowały we Lwowie.
W 1914 roku pułk wchodził w skład 22 Brygady Piechoty we Lwowie należącej do 11 Dywizji Piechoty.
Okręgiem uzupełnień dla pułku był Lwów na terytorium 11 Korpusu.
Skład narodowościowy w 1914 roku 31% – Polacy, 59% – Rusini.
Podczas I wojny światowej pułk został przydzielony do armii gen. Hermanna Kövessa von Kövesshaza. Brał udział w walkach z Rosjanami na przełomie 1914 i 1915 roku w Galicji. Żołnierze pułku są pochowani m.in. na cmentarzach wojennych nr: 160 w Tuchowie, 164 w Tuchowie-Wołowej oraz 230 w Dęborzynie.
Jednostka zyskała przydomek pułku „dzieci lwowskich”.
Swoje święto pułk obchodził 3 lutego w rocznicę bitwy pod Oberselk stoczonej w 1864 roku, w czasie wojny duńskiej.
Kolory pułkowe: szary (hechtgrau), guziki złote.

## Właściciele i szefowie pułku
Kolejnymi właścicielami i szefami pułku byli:
- FZM Johann Anton Prie-Turinetti Marchese de Pancaliere (od 1725),
- FZM Wilhelm von Sachsen-Gotha-Altenburg (1753 – †31 V 1771),
- FM Carl Fürst de Ligne (1771 – †13 XII 1814),
- FM Laval Nugent von Westmeath (1815 – †21 VIII 1862),
- FML Joseph Karl Ignaz Martini von Nosedo (1862 – †28 XII 1868),
- FZM Joseph von Jablonski del Monte Berico (1869 – †1 II 1876),
- FZM Joseph von Ringelsheim (1876 - †2 VI 1893),
- FML Joseph von Watteck (1895 – †22 X 1896),
- FZM Hans Daniel Matthias von der Schulenburg (1897 – †2 V 1898),
- FZM Ferdinand Fiedler (1898 – †18 II 1910),
- generał piechoty Franz Schoedler (od 1910)[1].

## Żołnierze pułku
Komendanci pułku
- płk Peter Alfons Fusko von Mathalony (1808[2] – 22 VII 1809 mianowany generałem majorem[9])
- płk Johann Baptist De Meys (1810[3] – 1812)
- płk Friedrich Mumthe von Heldenfels (1813 – )
- płk Anton Edler von Nagy (1873)
- płk Julian von Krynicki (1876 – 1878 → komendant 37 Brygady Piechoty)
- płk Antoni von Dylewski (1889 – XII 1893 → komendant 37 Brygady Piechoty)
- płk Stanisław Ocetkiewicz von Julienhort (XII 1893 – 1 V 1898 → stan spoczynku)
- płk Wilhelm Schlemüller (1898 – 1901 → komendant 33 Brygady Piechoty)
- płk Robert Altmann (1901 – 1906 → komendant 23 Brygady Piechoty)
- płk Karl von Rosner (1906 – 1910 → komendant 51 Brygady Piechoty Obrony Krajowej)
- płk Hugo Anton Reymann (1910 – 1913 → komendant 20 Brygady Piechoty[1])
- płk Edmund Edler von Rabl (1913 – 1914[1])
- płk Alexander Brunfaut (1915 – 1916 → komendant 11 Brygady Piechoty)
- płk Achilles von Philipovich (1916 – 1917 → komendant 60 Brygady Piechoty)

Oficerowie
- ppłk Ottokar Gauglitz
- ppłk Adam Pirgo
- mjr Alois Lukavský
- kpt. Aleksander Janicki
- kpt. Karol Krauss
- kpt. rez. Jan Kuciel
- kpt. Henryk Weiss
- por. Józef Witoszyński
- por. rez. Jakub Hanus
- por. rez. Władysław Kalkus
- por. rez. Władysław Krzyżanowski
- por. rez. Józef Lax
- por. rez. Emanuel Łoziński
- por. rez. Piotr Sosialuk
- por. rez. Marian Zygmunt Wołodkowicz de Radwan[a]
- ppor. Stanisław Springwald (do 1889 → IR 15)
- ppor. Constantin von Wurzbach
- ppor. Stefan Zabielski (1905–1913 → UR. Nr. 1)
- ppor. rez. Juliusz Albinowski
- ppor. rez. Feliks Joszt
- ppor. rez. Sylwester Kruczkowski
- ppor. rez. Rudolf Ksander
- ppor. rez. Bronisław Laskownicki (1888–1897 → LIR Krakau Nr. 16)
- ppor. rez. Adolf Maresch
- ppor. rez. Jan Minczakowski
- ppor. rez. Julian Stelmachów
- ppor. rez. Zygmunt Szewera[b] (Srebrny Medal Waleczności 2 klasy[13])
- ppor. rez. Seweryn Wilimowski
- ppor. rez. Edward Zegarski
- starszy lekarz Franciszek Bałaszeskul
- Karol Roll (wieloletni kapelmistrz)[14][8]